# 三月初三
三月初三，农历三月第三天。

## 出生
- 天文十八年（1549年），筒井順慶

## 逝世
- 元世祖至元十八年，许衡。

## 节假日和习俗
- 上巳节。
  - 玄天上帝誕辰。
- 中华人民共和国 广西壮族自治区 法定假日
  - 壮族、瑶族、侗族、苗族等少数民族传统节日。

## 参看
- 日历
- 三月初一 - 三月初二 - 三月初三 - 三月初四 - 三月初五
- 二月初三 - 三月初三 - 四月初三
- 正月 - 二月 - 三月 - 四月 - 五月 - 六月 - 七月 - 八月 - 九月 - 十月 - 十一月 - 腊月
- 公历3月3日